# Metropolia Mbandaka-Bikoro
Metropolia Mbandaka-Bikoro – jedna z 6 metropolii kościoła rzymskokatolickiego w Demokratycznej Republice Konga. Została ustanowiona 10 listopada 1959 jako metropolia Coquilhatville, 12 maja 1975 zmieniono nazwę na obecną.

## Diecezje
- Archidiecezja Mbandaka-Bikoro
  - Diecezja Basankusu
  - Diecezja Bokungu-Ikela
  - Diecezja Budjala
  - Diecezja Lisala
  - Diecezja Lolo
  - Diecezja Molegbe

## Metropolici
- Hilaire Marie Vermeiren (1959–1963)
- Pierre Wijnants (1964–1977)
- Frédéric Etsou-Nzabi-Bamungwabi (1977–1990)
- Joseph Kumuondala Mbimba (1991–2016)
- Fridolin Ambongo Besungu (2016–2018)
- Ernest Ngboko (od 2020)